# Stenved
Stenved (Phillyrea) er en slægt med 2-3 arter, der er udbredt i Sydeuropa og Lilleasien. Det er stedsegrønne buske eller små træer. Bladene er modsatte, læderagtige og helrandede eller fint tandede. Planterne er enten rent hunlige eller rent hanlige, og blomsterne er samlet i små klaser fra bladhjørnerne. De enkelte blomster er 4-tallige, små, duftende og cremehvide. De hunlige blomster har kun to støvfang, mens de hanlige har fire støvknapper. Frugterne er kuglerunde eller lidt aflange, violette eller blålige stenfrugter.
| Beskrevne arter |

- Smalbladet stenved (Phillyrea angustifolia)
- Bredbladet stenved (Phillyrea latifolia)

| Andre arter |

- Phillyrea laevis